# Callipallene margarita
Callipallene margarita is een zeespin uit de familie Callipallenidae. De soort behoort tot het geslacht Callipallene. Callipallene margarita werd in 1932 voor het eerst wetenschappelijk beschreven door Gordon. 